# Schela V1
Schela V1 este o stea variabilă Delta Scuti descoperită la 3 ianuarie 2017 de astronomul amator Andrei-Marian Stoian, elev la Seminarul Teologic „Sf. Apostol Andrei” din Galați.

## Descoperirea stelei
Andrei-Marian Stoian a descoperit steaua variabila Schela V1 la Observatorul Astronomic  din Schela (județul Galați), pe care l-a amenajat cu ajutorul părinților săi. La descoperire a folosit un telescop având diametrul oglinzii principale (obiectivul) de 130 mm. 
Anterior, astronomul amator Andrei-Marian Stoian a contribuit la descoperirea altor două stele variabile, Galați V8 și Galați V9, împreună cu muzeograful Ovidiu Tercu, la Observatorul Astronomic din Galați, în luna octombrie 2016.
Observatorul din Schela a primit, în octombrie 2013, de la Uniunea Astronomică Internațională, codul IAU-MPC L23.
Datele descoperirii au fost raportate Asociației Americane a Observatorilor de Stele Variabile (AAVSO – American Association of Variable Star Observers), care le-a inclus în baza de date International Variable Star Index.

## Denumirea stelei
Steaua variabilă descoperită de Andrei-Marian Stoian a primit numele în onoarea localității în care astronomul amator locuiește și a făcut descoperirea, Schela.
Steaua variabila Schela V1 mai are insa si alte denumiri de catalog: 2MASS J06484298+4900550, GSC 03398-00461, UCAC4 696-045751 si USNO-B1.0 1390-0178461.

## Caracteristici
Steaua Schela V1 este situată în constelația Vizitiul, cunoscută și cu denumirea științifică, în limba latină, Auriga. Variația luminozității stelei este de ordinul orelor.